# Ellen Diggs
Ellen Irene Diggs (1906–1998) foi uma antropóloga americana. Ela foi a escritora de uma grande contribuição para a história afro-americana, Black Chronology: From 4.000 BC to the Abolition of the Slave Trade.

## Biografia
Diggs nasceu em 13 de abril de 1906, em Monmouth, filha dos pais Charles Henry e Alice Diggs e foi criada em um "ambiente de apoio" que fomentou suas atividades acadêmicas e outras ambições.
Diggs continuou seu trabalho de graduação no Monmouth College e na Universidade de Minnesota . Ela recebeu seu mestrado da Universidade de Atlanta, onde foi assistente de pesquisa de WE Burghardt Du Bois. Como assistente de pesquisa de Du Bois, ela auxiliou na pesquisa de cinco de seus livros.

## Obras
- Cronologia negra de 4000 B.C. até a abolição do tráfico de escravos, GK Hall, 1983,ISBN 9780816185436